# 津々浦々
| ウィキペディアには「津々浦々」という見出しの百科事典記事はありません（タイトルに「津々浦々」を含むページの一覧/「津々浦々」で始まるページの一覧）。 代わりにウィクショナリーのページ「つつうらうら」が役に立つかもしれません。 |